# Kidlington
Kidlington este o localitate în comitatul Oxfordshire, regiunea South East, Anglia. Orașul se află în districtul Cherwell. 